# Parwomaj

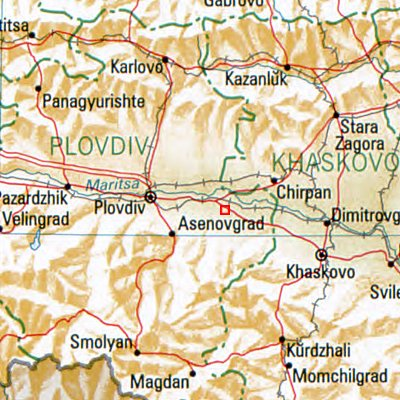
Parwomaj (rotes Viereck) – Bulgarien – Nachbarorte: Plowdiw, Assenowgrad, Tschirpan, Chaskowo, Dimitrowgrad

Parwomaj [pɤrvoˈmaj] (bulgarisch Първомай) ist eine Stadt und Verwaltungszentrum einer gleichnamigen Gemeinde in Südbulgarien in der Oblast Plowdiw. Die Stadt ist das administrative Zentrum der gleichnamigen Gemeinde Parwomaj.
Entstanden ist Parwomaj unter ihrem türkischen Namen Hadschi Eles (bulgarisch Хаджи Елес). Ungeklärt ist, ob die Stadt erst im 18. Jahrhundert entstand oder ob das Dorf bereits 1576 in einem osmanischen Steuerregister erwähnt wurde.
Aus Anlass der Geburt des Zarensohnes am 30. Januar 1894 wurde die Stadt in Borissowgrad (bulgarisch Борисовград) (nach Zar Boris III.) umbenannt, 1947 dann in Parwomaj, was wörtlich „Erster Mai“ heißt.
Seit 2010 ist die Stadt Namensgeber für den Isthmus Parvomay Neck von Greenwich Island in der Antarktis.

## Wirtschaft
In der Stadt gibt es eine entwickelte Leichtindustrie.

## Söhne und Töchter der Stadt
- Jordan Katschawkow (1885–1934), Politiker, Jurist und Justizminister
- Georgi Karaslawow (1904–1980), Schriftsteller
- Spas Karaslawow (* 1932), Schriftsteller
- Dimiter Gotscheff (1943–2013), Theaterregisseur
- Wanja Petkowa (1944–2009), Schriftstellerin
- Petar Mutaftschiew (* 1961), Politiker und Verkehrsminister
- Tesdschan Naimowa (* 1987), Sprinterin
- Kalojana Nalbantowa (* 2006), Badmintonspielerin